# آب‌انبار دارکوب
آب‌انبار دارکوب مربوط به دوره صفوی است و در کاشان، خیابان بابا افضل بازار کاشان واقع شده و این اثر در تاریخ ۲۵ خرداد ۱۳۸۱ با شمارهٔ ثبت ۵۸۹۰ به‌عنوان یکی از آثار ملی ایران به ثبت رسیده است.